# Robert Breese
Robert Breese war ein französischer Hersteller von Automobilen.

## Unternehmensgeschichte
Der Amerikaner Robert Potter Breese gründete 1911 in Paris das Unternehmen, das seinen Namen trug, zur Produktion von Automobilen. Der Markenname lautete zunächst Breese. Im gleichen Jahr endete die Produktion vorübergehend. In diesem Jahr entstanden 65 Fahrzeuge. Mindestens ein Fahrzeug existiert heute noch. Zwischen 1921 und 1925 entstanden erneut Fahrzeuge. Nun lautete der Markenname Breese-Paris.

## Fahrzeuge
Das Unternehmen stellte kleine Sportwagen her. Für den Antrieb sorgten Vierzylindermotoren von Ballot und Fivet.
Ab 1921 kam ein Vierzylindermotor mit OHC-Ventilsteuerung und 1390 cm³ Hubraum zum Einsatz.